# Порт Азов
Морской порт Азов — порт, расположенный в Ростовской области на берегу рек Дон и Азовка (приток Дона). Один из старейших портов на Юге России.
Азовский морской порт расположен в пятнадцати км от устья реки Дон, он располагается на линии 9-го интермодального коридора, который предназначен для перемещения грузов с севера на юг. Порт Азова является «главными воротами», которые соединяют Средиземное море с внутренними водами России и Каспием. Существуют проекты углубления подходного канала к порту до 8,5 метров, а также проект канала «Евразия», соединяющий Каспийский с Азовским бассейнами.
Также Порт является воротами во Внутреннюю Водную Транспортную Систему (ВВТС). ВВТС проходит через Волго-Донской канал далее к Каспийскому морю и через реку Волгу и систему северных рек, Волго-Балтийский и Беломорканал соединяется с Балтийским и Белым морями. Это весьма удобный водный путь к промышленным центрам, которые расположены в европейской части России, для судов грузоподъемностью 3000т ― 5200т типа «река-море» (с осадкой до 4-х метров), связывающий внутренние водные пути России через Азовское море с Чёрным и Средиземным морями.
Первые упоминания о нём относятся к началу XVIII века, когда крепость Азов была освобождена от турок Петром Великим.
В 1865 году был углублен Азовский рукав, а в 1888 году ― отстроена каменная набережная.
В 1904 году была назначена администрация порта.
Основу грузооборота порта в то время составляли зерно, вяленая рыба и икра. Позже через азовский порт стали проходить лес и навалочные грузы такие, как песок, гравий и другие строительные материалы для нужд города и региона.
До 1992 года Азовский порт входил в состав Волго-Донского Пароходства.
С 1992 года Порт приобрел статус самостоятельного предприятия.
В 1993 году Порт преобразован в акционерное общество «Азовский морской порт».
В декабре 1994 года согласно Распоряжению Правительства РФ порт получил статус международного и открыт для захода судов других государств.
Обрабатываемые в порту суда работают в акваториях Чёрного и Средиземного морей, по Дунаю могут доходить до стран Центральной Европы. Через порт переваливаются грузы из Южной и Юго-Восточной Европы, Северной Африки и Ближнего Востока. В порту имеются пограничная, таможенная, санитарная, ветеринарная и карантинная службы.
Перегрузочный комплекс Азовского порта включает 11 причалов.
Специализируется на перевалке генеральных и насыпных грузов: угля, металла, леса, зерна, удобрений, строительных материалов, тарно-штучных грузов. Имеется оборудование для перевалки контейнеров.
В последнее время освоены новые грузопотоки, в частности глинозем, цемент.
Помимо перевалки грузов порт принимает пассажирские морские и речные суда.
Общая площадь территории Азовского морского порта составляет более 24 га.;
- центральный грузовой район — 5,9 га
- новые грузовые причалы (территория «нового» порта) — 17 га
- грузовой участок «Лоцпост» ― 1,2 га
- Отведен участок под строительство терминала сжиженного углеводородного газа (СУГ) ― 36 га[7]

## Причалы
- Терминал для перевалки сельскохозяйственной продукции «Луис Дрейфус Коммодитиз Восток»
- Зерновой терминал ООО «Родные поля» («Промэкспедиция»)
- Зерновой терминал ООО «Азовский портовой элеватор»
- Нефтеналивной терминал ЗАО «Азовпродукт»
- Нефтеналивной терминал ООО «ДонТерминал»
- Азовский рыбозавод
- Азовский морской порт

## Грузооборот порта
| Год  | Импорт, млн.т. | Экспорт, млн.т. | Транзит, млн.т. | Каботаж, млн.т. | Всего без транзита, млн.т. | Всего без транзита динамика, % | Всего, млн.т. | Всего динамика, % | Примечание |
| ---- | -------------- | --------------- | --------------- | --------------- | -------------------------- | ------------------------------ | ------------- | ----------------- | ---------- |
| 2009 |                |                 |                 |                 | 4,684                      |                                |               |                   |            |
| 2010 |                |                 |                 |                 | 4,273                      | -8,8▼                          |               |                   |            |
| 2011 |                |                 |                 |                 | 4,800                      | +12,3▲                         |               |                   |            |
| 2012 |                |                 |                 |                 | 5,100                      | +6,2▲                          |               |                   |            |
| 2013 |                |                 |                 |                 | 5,556                      | +9▲                            |               |                   |            |
| 2014 |                |                 |                 |                 | 6,300                      | +13,4▲                         |               |                   |            |
| 2015 | 0,278          | 3,627           | 3,798           | 2,755           | 6,660                      | -0,8▼                          | 9,675         | -22,8%▼           |            |
| 2016 |                | 4,049           | 3,094           | 2,351           | 6,661                      | 0                              | 9,755         | +0,8▲             |            |
| 2017 | 0,358          | 3,822           | 2,632           | 4,362           | 8,542                      | +28,2▲                         | 11,174        | +14,6▲            |            |
| 2018 | 0,394          | 4,519           | 2,311           | 5,692           | 10,605                     | +24▲                           | 12,915        | +16▲              |            |
| 2019 | 0,429          | 4,447           | 2,121           | 3,384           | 8,260                      | -22▼                           | 10,38         | -20▼              |            |
| 2020 | 0,502          | 2,914           | 1,625           | 5,052           | 8,447                      | +2▲                            | 10,077        | -3 ▼              |            |
| 2021 | 0,427 (-15%)   | 3,555 (+22%)    | 1,674 (+3%)     | 4,547 (-10%)    | 8,530                      | +1 ▲                           | 10,204        | +1 ▲              |            |